# Gary (rapper)
Kang Hee-gun, noto anche con lo pseudonimo di Gary o Garie (개리?) (Seul, 24 febbraio 1978), è un rapper e cantante sudcoreano.
Oltre ad essere attivo come solista, dal 2002 fa parte del duo Leessang insieme a Gil Seong-joon. Dal 2010 al 2016 ha fatto parte del cast del programma televisivo Running Man.

## Discografia
- 2014 - Mr. Gae
- 2015 - 2002